# ロビンス (お笑いコンビ)
ロビンスとは、かつて松竹芸能に所属していた日本のお笑いコンビである、1997年にコンビ結成、2006年解散。

## 概要
1997年にバイト先の競輪場で出会った二人でコンビを結成、以後松竹芸能のライブなどで活躍、2003年に今宮子供えびすマンザイ新人コンクールで福娘大賞を受賞する、しかし2006年にコンビ解散、解散後は二人ともピン芸人として活動している。

## メンバー
- 佐野玄（さの　げん、1974年6月26日 -  ）
  - ボケ担当。立ち位置は向かって左。
  - 大阪府大阪市阿倍野区出身、血液型O型、身長171cm、体重77kg。
  - 大阪産業大学附属高等学校、龍谷大学経済学部卒業。
  - 高校時代はアメリカンフットボール部に所属。日本競輪学校を3回受験し全て不合格。
  - 解散後はロサンゼルスに移住。カリフォルニア州の日本語放送ラジオ・Team J Station制作のYouTubeチャンネルに出演している。
- 上条剛志（かみじょう　たけし、1977年12月31日 -  ）
  - ツッコミ担当。立ち位置は向かって右。
  - 兵庫県津名郡一宮町出身、血液型A型、身長170cm、体重50kg。
  - 兵庫県立津名高等学校、龍谷大学文学部卒業。
  - 龍谷大学落語研究会で漫才コンビを組むが退部し、バイト先で出会った佐野にコンビ結成を誘われる。
  - 現在はピン芸人・かみじょうたけしとして活躍中。
  - 解散時に佐野から、一緒にハリウッドに行かないかと誘われるが断った。

## 賞歴
- 今宮子供えびすマンザイ新人コンクール　福娘大賞　2003年

## 主な出演番組
- TVデパート（TBS系列）
- 笑いの超新星（読売テレビ）